# Rue Lécuyer (Paris)
Pour les articles homonymes, voir Rue Lécuyer.
La rue Lécuyer est une voie du 18e arrondissement de Paris, en France.

## Situation et accès
La rue Lécuyer est une voie publique située dans le 18e arrondissement de Paris. Elle débute au 41 rue Ramey et se termine au 48 rue Custine.

## Origine du nom

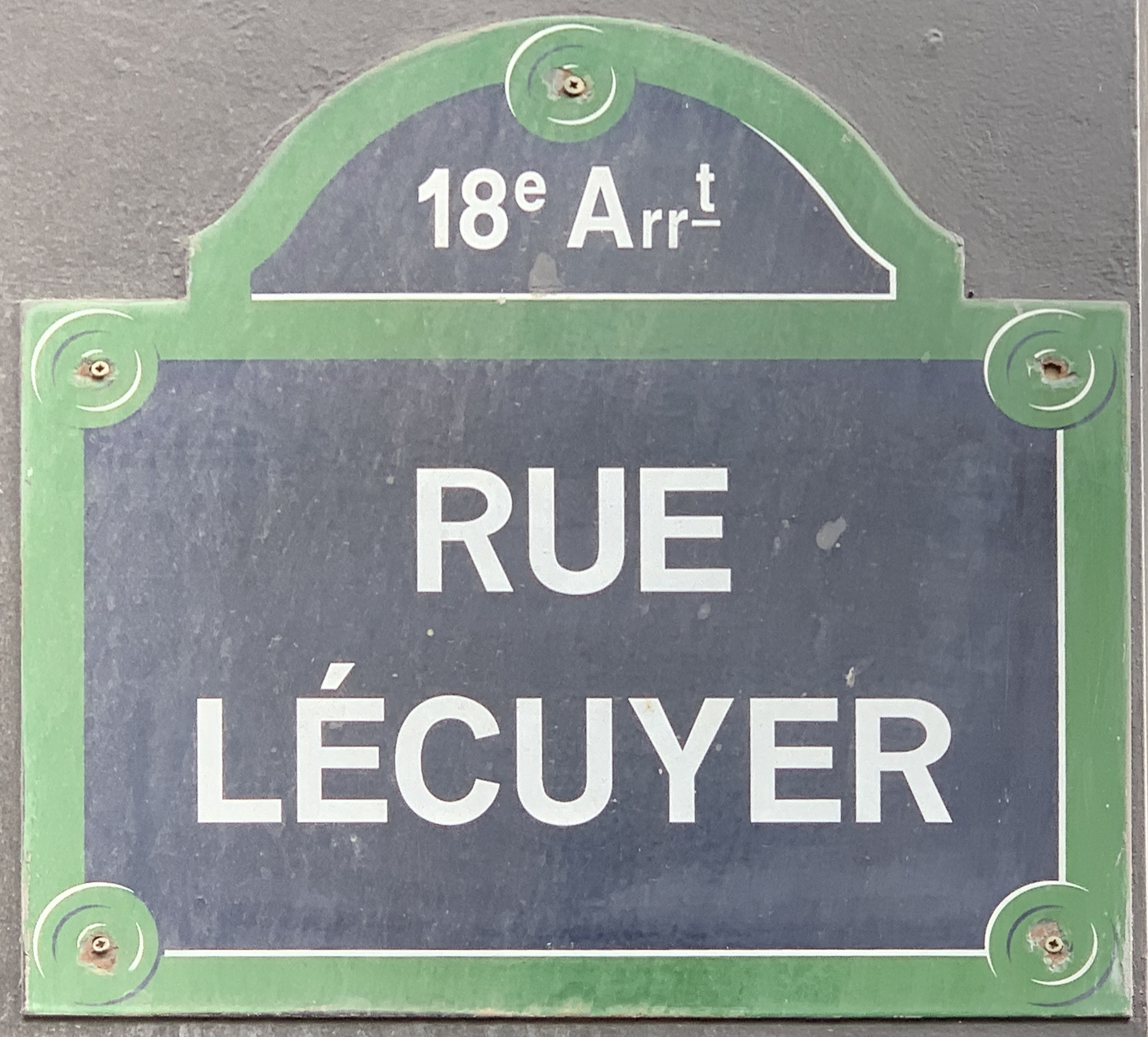
Plaque de la rue.

Elle porte le nom d'un famille de cultivateurs montmartroise qui était propriétaire des terrains et qui a donné deux adjoints à la commune de Montmartre.

## Historique
Cette voie est ouverte sous sa dénomination actuelle en 1869.